# Piano, piano
Chansons représentant la Suisse au Concours Eurovision de la chanson
Welche Farbe hat der Sonnenschein?
(1984) Pas pour moi
(1986)
Piano, piano est la chanson représentant la Suisse au Concours Eurovision de la chanson 1985. Elle est interprétée par Mariella Farré et Pino Gasparini.
La chanson est la quinzième chanson de la soirée, suivant Love Is interprétée par Vikki pour le Royaume-Uni et précédant Bra vibrationer interprétée par Kikki Danielsson pour la Suède.
À la fin des votes, elle obtient trente-neuf points et prend la douzième place sur dix-neuf participants.

## Source de la traduction
- (en) Cet article est partiellement ou en totalité issu de l’article de Wikipédia en anglais intitulé « Piano, piano » (voir la liste des auteurs).